# Vlastimil Rain
Vlastimil Rain (31. srpna 1924 – 1987) byl český silniční motocyklový závodník a konstruktér.

## Závodní kariéra
V mistrovství Československa silničních motocyklů startoval v letech 1957–1970. Závodil nejprve ve třídě do 250 cm³ a od roku 1964 do 125 cm³ na motocyklu Ravo. V mistrovství Československa skončil nejlépe na celkovém čtvrtém místě v roce 1958 ve třídě do 250 cm³. Jeho nejlepším výsledkem v jednotlivém závodě mistrovství Československa jsou 3. místa v Piešťanech v roce 1958 a ve Znojmě 1962 ve třídě do 250 cm³. Závodní kariéru ukončil po vážném úrazu v Rosicích v roce 1966.

## Úspěchy
- Mistrovství Československa silničních motocyklů – celková klasifikace
  - 1957 do 250 cm³ – 9. místo – Ravo
  - 1958 do 250 cm³ – 4. místo – Ravo
  - 1959 do 250 cm³ – 10. místo – Ravo
  - 1960 do 250 cm³ – nebodoval – Ravo
  - 1961 do 250 cm³ – 13. místo – Ravo
  - 1962 do 250 cm³ – 22. místo – Ravo
  - 1963 do 250 cm³ – 23. místo – Ravo
  - 1964 do 125 cm³ – 9. místo – Ravo
  - 1965 do 125 cm³ – 9. místo – Ravo
  - 1966 do 125 cm³ – nebodoval – Ravo